# Das Sowjet-Paradies

Klebezettel der „Roten Kapelle“ als Protest gegen die Ausstellung

Das Sowjet-Paradies hieß eine von der Reichspropagandaleitung der NSDAP vom 8. Mai 1942 bis 21. Juni 1942 im Berliner Lustgarten gezeigte Propagandaausstellung, die nach offiziellen Angaben von 1,3 Millionen Menschen besucht wurde.
Auf neuntausend Quadratmetern waren zeltartige Pavillons mit Fotos, Grafiken, Gemälden, erbeuteten Gegenständen und Waffen aufgebaut. Herzstück waren der angeblich originalgetreue, in Wahrheit jedoch verfälschende Nachbau eines Stadtteils der  belarussischen Hauptstadt Minsk und eines Sowjetdorfes, in dem die Menschen in Erdlöchern hausten. Einige Fotos wurden mit Gefangenen aus dem KZ Sachsenhausen gestellt.
Die Schau wurde wochenlang vorbereitet und sollte laut Katalog „Armut, Elend, Verkommenheit und Not“ in der Sowjetunion zeigen, auf diese Art den Krieg gegen die Sowjetunion rechtfertigen und den Durchhaltewillen der deutschen Bevölkerung stärken.
Die jüdisch-kommunistische Herbert-Baum-Gruppe um Herbert und Marianne Baum unternahm am 18. Mai 1942 einen Brandanschlag auf diese Ausstellung. Obwohl bei dieser Aktion nur ein geringer Sachschaden entstanden war, wurden mindestens 33 Untergrundkämpfer hingerichtet. Am Tag zuvor hatte eine Gruppe um Harro Schulze-Boysen und Fritz Thiel an die tausend Zettel mit der ironischen Aufschrift „Ständige Ausstellung / Das NAZI-PARADIES / Krieg Hunger Lüge Gestapo / Wie lange noch?“ in ganz Berlin verklebt. Etliche Angehörige dieser Gruppe bezahlten für diese Aktion mit ihrem Leben.
Als Reaktion auf den Brandanschlag wurden am 27. Mai 500 Berliner Juden, unter ihnen Berthold Cahn und Leo Fichtmann, als „Geiseln“ verhaftet und ins KZ Sachsenhausen gebracht. Am 28. und 29. Mai 1942 ließ der „Reichsführer-SS“ Heinrich Himmler dort als Rache für den Anschlag 250 Juden ermorden, darunter 154 von den in Berlin Festgenommenen und 96 bereits in Sachsenhausen inhaftierte Häftlinge. Als Ort für den Massenmord wurde die gerade fertiggestellte Station Z ausgewählt. In diesem als Einheit von Krematorium und Vernichtungsort geplanten Gebäude befand sich eine Erschießungsanlage, deren Funktionsfähigkeit die SS an den jüdischen Opfern, wie der im Krematorium arbeitende KZ-Häftling Paul Sakowski berichtet, erstmals testete.
Vor der Berlin-Ausstellung wurde Das Sowjet-Paradies schon in Wien und Prag gezeigt.